# Paulo Vítor Barbosa de Carvalho
Paulo Vítor Barbosa de Carvalho, conegut com a Paulo Vitor, (7 de juny de 1957) és un exfutbolista brasiler.

## Selecció del Brasil
Va formar part de l'equip brasiler a la Copa del Món de 1986.